# Střítež (Žďár nad Sázavou-i járás)
Střítež település Csehországban, a Žďár nad Sázavou-i járásban. Střítež Sejřek, Bukov, Drahonín, Moravecké Pavlovice és Věžná településekkel határos. Lakosainak száma 101 fő (2024. január 1.).

## Népesség
A település lakosságának változását az alábbi diagram mutatja:
| Lakosok száma | 277  | 268  | 211  | 162  | 130  | 94   | 98   | 104  | 101  | 101  |
|               | 1869 | 1890 | 1921 | 1950 | 1980 | 2001 | 2017 | 2019 | 2022 | 2024 |